# 81 f.Kr.
| 81 f.Kr.           |
| ------------------ |
| Dødsfald - Fødsler |